# Rhipidomys nitela
Rhipidomys nitela är en däggdjursart som beskrevs av Thomas 1901. Rhipidomys nitela ingår i släktet sydamerikanska klätterråttor och familjen hamsterartade gnagare. IUCN kategoriserar arten globalt som livskraftig. Inga underarter finns listade i Catalogue of Life.
Arten förekommer i norra Sydamerika i Venezuela, regionen Guyana och nordöstra Brasilien. Den lever i låglandet i tropiska skogar och besöker även människans samhällen.